# 野球長打王角色列表
野球長打王角色列表，係為由「週刊少年JUMP」漫畫家鈴木信也所連載的棒球搞笑漫畫《野球長打王》中所登場的架空人物及學校之介紹。

## 埼玉縣立十二支高中
本作舞台建立於擁有十二支棒球社的縣立高中。20年前，由村中紀洋所帶領的棒球社一舉奪下夏季甲子園三連霸的輝煌紀錄，如今淪落為弱小球隊。
所謂十二支，也就是十二生肖的意思。十二支主要角色皆以十二生肖命名。

### 選手
猿野天國（さるの あまくに）
- 高一／右投右打／一壘手、三壘手（曾有捕手經驗）／7月25日／O型／174cm/60kg（文庫版：63kg）

本作主角。平時思考不經大腦，行動毫無道理，足以「破天荒」稱呼他，喜愛Cosplay。猿野天國的日文意思為「猴子的天國」。守備能力起初很差，打擊火力全隊最強，十二支強打陣線之一,守備位置為三壘手，也當過一壘手和捕手（搭配子津忠之介時）。
原姓雉子村，父親是首位挑戰美國職棒大聯盟的日本人雉子村九泉，哥哥是大阪王牌雉子村黃泉。幼年時父母離異跟著母親長大才改姓母姓猿野。
十二生肖的『猴』
技：剛之秘打法『霸竹』、靜之秘打法『空蟬』
犬飼冥（いぬかい めい）
- 高一／左投左打／投手／11月2日／AB型／185cm/67kg（文庫版：71kg）

皮膚黝黑，銀髮金眼的帥哥。猿野的死對頭，被他稱為「死狗」、「黑面蔡」等綽號。守備位置為投手。
與辰羅川信二為固定投捕搭檔，且與御柳芭唐共三人幼年時為好友，後因御柳芭唐誤入歧途結交不良少年而使犬飼被打到左手骨折，兩人交惡。組成琦玉縣代表隊後，與御柳芭唐冰釋前嫌，並取回大神的筆記，練成完整的四大秘球。為十二支高校的王牌投手。
十二生肖的『狗』
技：四大秘球『蛟龍』、『飛龍』、『天龍』、『白龍』
　　完整版四大秘球『極．蛟龍』、『裂．飛龍』、『激．天龍』、『神．白龍』
　　究極秘球『畫龍點睛』（純粹的直球）
兔丸比乃（とまる ぴの）
- 高一／左投左打／二壘手、外野手（中外野）／5月31日／AB型／154cm/42kg（文庫版：46kg）

頭戴遮耳毛帽，外表像是可愛的小學生，臉頰上總是塗著三角形的防眩膏。跑步速度極快，十二支高中跑壘當家第一棒，唯一有辦法理解司馬葵在說什麼的人。守備位置起初是二壘手，後來調整為中堅手。
十二生肖的『兔』
司馬葵（しば あおい）
- 高一／右投右打／二壘手、游擊手／12月24日／A型／179cm/62kg（文庫版：67kg）

平常總是帶著耳機和墨鏡。沉默寡言，卻又溫和敦厚的選手。整部作品從頭到尾都沒有開口說話。守備能力很強，十二支全隊僅次於蛇神尊。守備位置起初是游擊手，後來調整為二壘手。
十二生肖的『馬』
子津忠之介（ねづ ちゅうのすけ）
- 高一／右投右打／投手／9月11日／A型／165cm/54kg（文庫版：62kg）

繫頭帶，雀斑。非常努力，默默練習的選手，守備位置是投手，起初為側投，後來在羊谷教練的指導下，習得下勾式投法絕招：飛燕，成為最後封鎖私立黑撰高中打線的關鍵。三年級時成為十二支高中棒球社主將。
十二生肖的『鼠』
技：『飛燕』
辰羅川信二（たつらがわ しんじ）
- 高一／右投右打／捕手／2月6日／O型／170cm/56kg（文庫版：61kg）

特色是勾狀的鬢角和眼鏡。守備位置為捕手，偏向智將、解說型的角色。
與犬飼冥為固定投捕搭檔，且與御柳芭唐共三人幼年時為好友。
十二生肖的『龍』
虎鐵大河（こてつ たいが）
- 高二／右投右打／一壘手／12月2日／B型／167cm/53kg

帶虎紋頭巾、露出虎牙。打擊能力不差，十二支強打陣線之一,守備位置為一壘手，身體很柔軟，能夠劈腿接球，並活用於打擊。
十二生肖的『虎』
技：『DUVS』、『BTS』
豬里猛臣（いのり たけおみ）
- 高二／右投左打／二壘手、外野手（左外野）／4月12日／O型／162cm/55kg（文庫版：58kg）

鼻子總是貼著膠布。守備位置為起初是二壘手，後來調整為左外野手。外表雖不起眼，但攻守都很有表現，更在私立黑撰高中一戰中，活用「選空眼」打出勝利全壘打（其實是風吹出去的）。
十二生肖的『豬』
技：『選空眼』、『選地眼』
牛尾御門（うしお みかど）
- 高三（主將）／右投左打／三壘手、外野手（右外野）／5月4日／O型／178cm/66kg

綠髮帥哥，家境非常富裕，小時候跟私立華武高中的王牌投手屑桐無涯是好朋友，後來因故決裂，但在組成琦玉縣代表隊後，與屑桐無涯冰釋前嫌。十二支高中棒球社主將，十二支強打陣線之一,打擊守備俱佳。守備位置為起初是三壘手，後來調整為右外野手。
十二生肖的『牛』
蛇神尊（へびがみ みこと）
- 高三／右投右打／游擊手／7月7日／A型／182cm/65kg（文庫版：69kg）

黑長直髮、眯眯眼、戴著太極頭飾的冷靜帥哥。十二支守備最強選手,十二支強打陣線之一，使用單手拿球棒的「毘沙門天」打法。動態視力極佳，具有能看穿一切球路的「無明眼」，但因為實力太強，劇情不易編寫，後段作者讓他受傷又過度使用眼力，導致沒有登場機會。守備位置為游擊手。
十二生肖的『蛇』
技：『毘沙門天』、『無明眼』
獅子川文（ししかわ ぶん）
- 高三／右投左打／三壘手、外野手／7月29日／B型／180cm/67kg（文庫版：72kg）

跟猿野天國一樣，喜愛Cosplay，總是不按牌理出牌的無厘頭搞笑角色，而與猿野天國成為好友。起初守備能力也很差，打擊能力很強，曾經差一點點打出全壘打（但因為鞋帶沒綁好，力量分散而沒有飛出牆），也曾經爬上全壘打牆，攔下原本是全壘打的球。守備位置為三壘手與外野手。
鹿目筒良（しかめ つつら）
- 高三／右投右打／投手／9月25日／B型／164cm/52kg

原十二支當家投手，與三象男步為固定投捕搭檔。身材矮小，自尊心高。
技：『剃刀曲球』『Ｘ球』
三象男歩（みぞう だんほ）
- 高三／右投右打／捕手／2月29日／A型／191cm/88kg（文庫版：95kg）

原十二支當家捕手，與鹿目筒良為固定投捕搭檔。力氣很大，身材粗壯。整部漫畫只有發出「喔嘎嘎」的聲音，沒有說過一句話。
一宮一志（いちのみや かずし）
- 高三／右投右打／投手／10月27日／A型／174cm/61kg（文庫版：63kg）

長戸淳平（ながと じゅんぺい）
- 高二／右投右打／一壘手／4月26日／B型／171cm/60kg

明神瓜雄（みょうじん うりお）
猗力剛道（いりき ごうどう）
漫畫前期名為「豬力」。

### 隊職員
羊谷遊人（ひつじたに ゆうじん）
- 10月10日／B型／171cm/58kg（文庫版：63kg）

十二支新任總教練，好色之徒。真實身分以前也是十二支高校的學生，王牌投手，以下勾式投法絕招：飛燕，加上當時隊上的強打者村中紀洋，拿下甲子園三連霸。
鳥居凪（とりい なぎ）
- 3月3日／A型／158cm/44kg（文庫版：45kg）

十二支棒球社頭號經理，猿野的暗戀對象。台版漫畫翻譯為鳥居風，哥哥為七橋學院的主將鳥居劍菱。
清熊楓（きよくま もみじ）
- 8月5日／A型／169cm/52kg（文庫版：53kg）

猫湖檜（ねここ ひのき）
- 6月23日／AB型／147cm/39kg

夜摩狐撫子（やまこ なでしこ）
- 8月15日／B型／163cm/48kg

桃坂未月（ももさか みつき）
- 7月22日／O型／160cm/49kg

栗尾佳乃子（くりお かのこ）
- 1月2日／A型／156cm/43kg

柿枝鶫（かきえだ つぐみ）
- 3月27日／O型／166cm/50kg

明美（あけみ）
- 猿野天國的女性變妝搞笑角色。

### 相關角色
- 澤松健吾（さわまつ けんご）

1月30日／A型／172cm/56kg（文庫版：58kg）
猿野唯一好友兼理解者，後成為十二支新聞社一員（從旁協助猿野）。
- 梅星壘（うめほし るい）

9月24日／O型／163cm/49kg
十二支新聞社社長。
- 黑豹一錢

- 白鷗清澄

少棒時期，和黑豹為投捕搭檔的優秀下勾投手。卻在和黑豹一同進了十二支棒球社後不久，因車禍成了植物人。自責的黑豹，透過不斷地打工希望能替白鷗家裡分攤所費不貲的醫療費。
姓氏源自「白」和「海鷗」。
- 遊神楓

- 佐倉正（さくら ただし）

高一新生。十二支棒球隊入隊測驗最終項目的變異規則「野球拳」中，兩隊唯一的淘汰者。測驗時擔任B隊游擊手，二失誤，二失分，加上自己的傳球失誤導致失格。棒球隊入隊測驗失利後，加入了足球隊。
- 數浦三（かずうら みつ）

3年A班，足球社主將。因全社成員突然食物中毒，因此特地情商同班的鹿目希望能讓棒球社代替出賽。雖擁有著和棒球社一同制霸的夢想，卻在第二場比賽就被淘汰。
名字源自足球選手三浦知良。

## 埼玉縣預選大賽參加學校

### 私立華武高中
埼玉二強之一，現為擁有埼玉縣內最強棒球隊的私立男子高中。形象為「花牌」。不知是否為十二支高中先出現了澤松健吾和梅星壘的關係，松和梅並未登場。

棒球社創立至今長達70年，為具有相當歷史性的高中球隊，於5年前登上「埼玉最強」的王位。

目前華武以縣內最強，無戰不勝的王牌投手屑桐無涯為球隊核心搭配菖蒲總教練的奇門遁甲戰術坐鎮，創造無敗績的偉業；攻擊方面，則以一年級強棒御柳芭唐作為打線的主軸。
- 屑桐無涯（くずきり むがい）

- 朱牡丹錄（しゅぼたん ろく）

- 久芒白春（くぼう はくしゅん）

- 御柳芭唐（みやなぎ ばから）

- 帥仙刃六（すいせん はろく）

- 櫻花蠻奉（おうか ばんほう）

- 菖蒲（しょうぶ）

### 私立七橋學院
- 鳥居劍菱（とりい けんびし）
- 中宮紅印（なかみや くいん）
- 王桃食（ワン タオシー）
- 空環土本（うつわ どぼん）
- 霧咲雀（きりさき じゃく）
- 中宮影州（なかみや えいす）
- 寶町一直（ほうちょう いっちょく）
- 古家日會（ふるや にちえ）
- 兜鍬光（かぶくわ ひかる）
- 東蘭風城郭（とうらんぷう じょうかく）

### 私立武軍裝戰高中
以培養優秀軍人所創立的軍事學校，該校將提高學生向上心和鬥爭心視為教育的一環，對各種體育活動特別重視，是所實力相當堅強的學校。

然而其背後所漫天謠傳的可怕傳說，就連華武的朱牡丹也曾說出「那種充滿火藥味的對手，換做是我們也不想對上」，足見其威嚇性。

角色姓氏皆源自於舊大日本帝國海軍的軍艦之名。
- 大和陽牙（やまと ようが）

高三／右投右打／投手／2月11日／A型／222cm/101kg
擁有神似南美洲印地安部落的詭異圖騰臉龐，加上超乎常人的身高，素有「武軍之塔」的稱號。相當沉默寡言。在比賽中，曾對牛尾投出頭部觸身球，牛尾因此緊急送醫。猿野稱他為「圖騰柱」。
完美利用其獨一無二的身高和超長手臂的特點，延伸出了超級上壓式投法「大弩砲投法」，以及從極外側角度削進好球帶，幾近消失（右打者頭盔死角）的「隱形側投」。
姓氏源自戰艦大和。
- 妙高數明（みょうこう すうめい）

高二／右投右打／捕手／3月21日／O型／159cm/51kg
有著神似外星人的深邃黑眼睛，擅長以言語挑釁對手。球隊中身材最矮小的一員。猿野稱他為「矮冬瓜機械狂」、「外星人」。
在瑞鳳提督的戰術「大戰略野球」之中，其頭腦成為了無可取代的核心存在。「人類電算機」為其稱號，為了能夠順利取得對手資料而成為首棒打者。
高科技偵查鏡內的螢幕具有分析出該名選手的數據、資料的能力，手上配戴的小型電腦皆為他自己DIY製作。
姓氏源自重巡洋艦妙高號。
- 武藏暴流人（むさし ぼると）

高二／右投右打／左外野手／6月6日／B型／193cm/108kg
號稱武軍裝戰最危險的存在，包括在滑壘時刻意衝撞蛇神，導致蛇神負傷退場等，諸如此類給予對方球隊嚴重傷害的髒活，做起來毫無猶豫。
與十二支一戰的最後（武軍進攻），奔回本壘時想重施故技撞翻捕手辰羅川，此時，三壘手猿野上前補位並滿懷怒氣地與武藏頭對頭互撞，最後卻撞輸了噸位小一號的猿野，也導致武軍輸球。
賽後，對於武軍卑鄙骯髒的球隊風格，武藏用「勝者才能活下去」的武軍校訓解釋其所作所為，亦未向十二支眾人道歉。戰敗後，曾和妙高前往觀看十二支和黑撰、七橋的比賽。
太陽穴上的並非真的螺絲，純粹為其個人愛好，加上他高大壯碩的身材，卻也因此被猿野稱為「科學怪人」，另外，長相猙獰的程度還被猿野形容為「足以被判無期徒刑」。個性極為易怒。
身為第三棒的他在十二支戰中未擊出任何安打，但卻也輕易地破解了鹿目的剃刀曲球，獲得二個四壞保送也顯示出他的選球能力。具有長傳本壘的臂力。
姓氏源自戰艦武藏和螺絲釘（ボルト）。
- 神鷹樹（しんよう いつき）

高三／右投右打／中外野手／10月28日／A型／176cm/67kg（文庫版：68kg）
武軍當家四番，相當聽從教練的指示。身為武軍唯一美少年，卻總帶著大帽子和面罩（遮掩臉上舊傷），不擅言語，以手語和隊友溝通。猿野稱他為存在感薄弱的「司那夫金」。
冷冽又神秘的氣質，加上能夠無聲無息地收拾敵人的長打能力，讓他被稱為「沉默暗殺者」。在隊上雖仍沉默寡言，隊友卻相當聽從他，猶如地下老大。
使用輕量化球棒的無聲打法「沉默的亡靈」，依據瑞鳳從武軍作戰本部發出落球點指令，完全不抬頭地後退接接球美技「Backfire」，一度讓十二支陷入絕望。
姓氏源自航空母艦神鷹。武軍陣中唯一入選埼玉縣代表的選手。
- 瑞鳳源帥（ずいほう げんすい）

5月30日／O型／181cm/85kg
武軍總教練，選手們稱他為提督。「大戰略棒球」戰術幕後指揮官。大鬍子，叨雪茄，嘴角總流著口水。
十二支戰的比賽後段，前往球場外的指揮車「本部」利用無線電發號施令，並進行「特殊守備戰術－絕對防衛」（於作品中亦違反規則）；更是個會下達傷害對手指令的戰術的冷血教練。
姓氏源自航空母艦瑞鳳。

### 私立明孃學園
以培育偶像為目的，而特別強化演藝科目的高中。許多線上著名藝人亦為明孃所出身。校內設有明星照片販賣所和攝影棚，特殊巨蛋等設施。

以雛壇為主的九人偶像團體「紫SHIKIBU」（原型為光GENJI，擅長以直排輪演出），亦為棒球隊成員。

「紫SHIKIBU」以美形學生偶像風靡日本，然而，眾人的真實身分大多為鄉下人，在沒有粉絲注目的私底下各種口音及壞習慣（挖鼻屎、摳腋下）等，無所遁形。

預賽第二戰對上十二支吞敗，然而，萬千少女不離不棄地支持，竟意外讓他們以「鄉村系偶像」再次引領風潮。
- 雛壇祀（ひなだん まつり）

高二／右投右打／投手／3月3日／AB型／178cm/61kg（文庫版：65kg）
「紫SHIKIBU」主唱兼隊長。粉絲暱稱他為「雛雛」。以人氣最高的成員自豪。
作為當紅偶像的門面，帥氣外型自不在話下；不過，國中時代卻比現在胖了50公斤，也有著東北地方的鄉音。經國中時代的球隊隊友虎鐵敘述，雛壇將他當成競爭對手，卻總被他忽視；以虎鐵為偶像的他，最後進了明孃學園。
雛壇身為明孃王牌投手，並不太著墨於直球，反而是將拿手的三種滑球運用自如－橫向變化的「R Slider（城堡）」、縱向變化的「K Slider（國王）」以及斜向變化的「Q Slider（皇后）」。
和十二支比賽中，三種滑球一度讓虎鐵陷入苦戰，最後卻因投出王牌球種前會舔嘴唇的小習慣被識破，最終導致輸球。
姓名源自「雛壇」和「女兒節」（日文為雛祭り，音同祀）
- 囃子流宇驅（ひなだん まつり）
- 官女汰羅太（ひなだん まつり）
- 随臣詩夢（ひなだん まつり）

依序為七至九棒的左、中、右外野手
以上三人雖其貌不揚，卻同樣身為「紫SHIKIBU」成員。十二支戰前，其他六人以帥氣的直排輪現身，他們三人卻騎著協力車登場；另六人演唱時，他們卻自顧自地雕塑、手拉坏。
刻意吃胖的外型（囃子）；說出「不能對自己說謊」後把假髮拿下來的光頭，卻被吐槽「對好幾萬人都說謊啦」（官女）；裝戴人造寬下巴（隨臣）。
姓氏源自「五人囃子」、「三人官女」、「隨身」（皆為女兒節添飾人偶種類名）。
- 御神酒夢世界

明孃總教練兼「紫SHIKIBU」經紀人。
以女人語調說話的男大姊，如稱屁為「夢幻瓦斯」鼻孔為「夢幻鼻子」等。對於塑造偶像形象一事有著相當程度的堅持與熱情，如要求囃子吃完相撲火鍋以維持身形。

### 私立黑撰高中
傳說的強力打者村中紀洋坐鎮球隊指揮的私立學校。村中在退役後，立即被聘請為該校總教練。

球隊的核心人物為繼承他衣缽的二個兒子村中魁和村中由太郎。可以說是眾多球隊中，和十二支關係較為友好的隊伍。

打線前三棒上壘率高，具有跑壘積極度及成功率，讓第四棒由太郎的強力攻擊來取分為黑撰的得分公式。內野守備固若金湯，失分極低。

球隊形象為「新撰組」。原作鈴木信也曾任漫畫家和月伸宏助理，因憧憬《神劍闖江湖》內的新撰組，便不知不覺地畫進了作品裡。
- 村中魁（むらなか かい）

高三／右投右打／投手、右外野手／4月25日／A型／186cm/80kg
創造十二支傳說的偉大強打者．村中紀洋的大兒子。和父親豪爽磊落的性格不同，相當紳士，同時具有武士道精神的男人。投手，指力極強，能夠投出棒球好像分裂一樣的蝴蝶球「小町」。
技：『小町』
- 村中由太郎（むらなか ゆたろう）

高一／右投右打／捕手／12月6日／A型／163cm/58kg（文庫版：61kg） 創造十二支傳說的偉大強打者．村中紀洋的小兒子。捕手，打擊能力極強，不輸猿野天國。
- 小餛飩勇（こうどん いさむ）

高三／右投右打／二壘手、三壘手、游擊手／8月1日／O型／176cm/66kg（文庫版：64kg）
- 泥方歲（ひじかた とし）

高三／右投右打／游擊手／3月14日／AB型／174cm/62kg
- 沖草次（おき そうじ）

高一／右投右打／投手、右外野手／10月31日／B型／160cm/51kg
- 村中紀洋（むらなか のりひろ）

5月8日／A型／203cm/115kg
影射日本職棒明星中村紀洋，但其實真人的身材沒有那麼龐大，身高和體重沒有那麼多。

### 私立凶賊星學園
十二支高中預選大賽第四戰對手。
- Mr.克多羅（Mr.クワットロ）

- Miss.蒂耶（Miss.ディエチ）

- 石英（せきえい）

### 私立音瓶高中
前次大賽打入前16強的球隊。校風為「一塵不染的眼鏡，可以看透世情」，故全校師生皆配戴眼鏡。

以別紅為球隊主力，防守見長的中等隊伍；另有新羅的快腿以及強力打者岩金為球隊的中心棒次。
- 別紅飴理（べっこう あめり）

高一／右投右打／投手／3月2日／AB型／176cm/62kg（文庫版：64kg）
音瓶高中王牌投手兼四棒打者。和其他人相異，將風鏡置於額頭上。
個性溫厚紳士，即使輸球也能坦率面對，尊重對手並承認其實力。更在與十二支練習賽落敗後，將眼鏡視為友情的象徵送給了同為投手的犬飼。
口頭禪為「好～不好」。投球招式為華麗的「眼鏡曲球」，卻遭十二支輕易地破解。
十二支和武軍之戰，並向獅子川兜售了一副星形眼鏡（此乃為攻略大和之技，甚至差一步就擊出全壘打）。
名字源自「鱉甲」（和別紅日文發音相同）和「麥芽糖」（麥芽糖於日文中為鼈甲飴，飴為糖果之意）。
- 大正朗嚴（たいしょう ろうがん）

音瓶總教練。戴眼鏡，馬臉加暴牙。口頭禪為「怎麼？」。

### 其他參賽學校
私立名掘端高中
名掘端學生皆為「義大利麵愛好者」，球隊板凳席上的球員甚至大方地吃著義大利麵；嘴角總沾著番茄醬。
- 凡此蠟色（ぼんごれ ろいろ）

投手／10月25日／A型／176cm/67kg
名掘端王牌投手。擅長「蛤蜊噴射球」，雖然大言不慚地說把十二支煮成義大利麵，但是比賽過程卻被省略（慘敗）。
姓氏源自「蛤蜊義大利麵」（ヴォンゴレ，日文發音似凡此）。
私立卍高中
擁有王牌投手無糧道的棒球強校，卻在練習賽中慘敗於華武高中。縣預選大賽第一輪遭埼玉新星七橋學院淘汰。由羊谷發言得知，其實力高於音瓶高中。
- 無糧道育英（むりょうどう いくえい）

投手
擅長的球種為能夠從右打者胸前狠狠穿過的可怕變化球「卍噴射球」。和鹿目為國中時代的隊友。
私立兄御田學園
由御宅族所組成的奇特高中球隊。登場的選手外型及言行舉止也有著強烈御宅形象。

雖然球隊名稱留給人強烈的印象，但首戰對上忍火高中即被血洗，而忍火又被華武屠殺來判斷，球隊實力應為非常弱。

應援歌為動畫主題曲。模仿鋼彈外型所製的球衣，不如說更像是Cosplay。總教練是名為宇羽的小嬰兒，EVA和鋼彈劇情為其日常對話的梗。漫畫第11集中，願狩後棒的眼鏡仔嘴裡不斷喃喃著「不可以逃避」，被視為是模仿EVA主角．碇真嗣的台詞；願狩唸了一大串好聽的招式名稱，卻仍然被三振，更被吐槽為「只有招式名字好聽而已」，如此誇張脫序，讓人不解的角色和球隊風格，恐怕只有作者自己才會瞭解吧，順帶一提，負責傳令的選手遠比場上球員身材高壯，一度被質疑為何不派他上場。

如上述而言，這個學校的笑梗材料大多來自鋼彈和EVA。另還有「光束球棒」、「聯邦軍」等

私立江戶櫻高中
去年度埼玉縣前四強學校（準決賽中慘敗給了七橋學院），隔了一年再度與七橋狹路相逢，但結果依然是慘敗收場。

賽前，教練會帶領隊員進行「以魄力得勝」「以努力得勝」「以Ｏ力得勝」等內容的激昂喊話（兔丸曾說，若司馬進了江戶櫻一定馬上落跑），展現對於比賽執著跟決心。

順帶一提，一連串的氣勢口號中，獨獨遺漏了「實力」。

## 相關角色
- 灰狼稔（はいろう みのる）

黑豹國中好友。現就讀於縣內某所升學高中。黑豹車禍後，於醫院照顧他並向趕來的猿野和子津說明黑豹的過去。
名字來源為灰狼。「黑」豹、「白」鷗、「灰」狼皆為顏色＋動物的姓氏。除了鳥居劍菱外，本作唯一非十二支師生，卻以動物為姓氏的角色。
- 山嵐大九郎（やまあらし だいくろう）

10月4日／天秤座／B型／199cm/132kg
元老級的十二支教練。興趣、專長為伐木和建造小木屋。喜歡的食物為自己醃漬的醬菜和陳年老酒。厭惡都市生活和電子產品。
20年前帶領十二支完成甲子園三連霸的傳奇總教練，不過，他的「精英式訓練」方針過於極端和冷酷，排擠能力不足的次級選手引發爭議，最終教練職務也遭拔除。（當時為正式社員的羊谷親自證言）
在與黑撰高中開打前，十二支進行「離島放逐」計畫後，抵達了他的住所也是特訓基地「獄樂島」。通稱「棟樑」。外型高大粗獷、毛髮濃密的他，外形猶如山賊老大一般。
親自傳授猿野剛之秘傳打法「霸竹」。村中的霸竹打法亦由大九郎所教授，村中稱他為「山嵐教練」。
名字來源為豪豬（ヤマアラシ，和山嵐日文發音相同）和颶風（サイクロン，音似大九郎日文發音）。
- 山嵐小霧（やまあらし こきり）

7月11日／O型／133cm/30kg
大九郎的孫女。十二支社員「騙誰啊，怎麼可能是師傅的孫女」的發言，足見其可愛的程度，身材矮小，膚色黝黑。
總說些奇怪的敬語。十二支於獄樂島特訓期間，負責照料他們的飲食起居。
- 我修院翔英（がしゅういん しょうえい）

羊谷聘請來的運動生理學講師（實為猿野變裝）。右手為毒手（自稱）。號稱「我修院式運動法」能夠一天減去30公斤。
以類似綜藝節目中的遊戲內容來帶領十二支進行相關課程，不過實際內容卻都是些能造成生命危險的遊戲。遊戲內容包括將板子安裝在40公尺高空所進行的「跳高比賽」、「握手」、二人一組，一人答題，另一人須跑完全程馬拉松的「猜謎馬拉松」、子津造型老鼠的打地鼠遊戲「棒打老鼠」，和巨人及怪異小人在會噴發螺旋氣流的球場上進行「空氣足球」，以及最後超犯規的射飛鏢，諸如此類的死亡遊戲接踵而來。
最後由子津獲得頭獎－救援投手專用車。年級對抗賽優勝將可獲得純金巧克力，可換為現金10萬蘇克雷幣。

## 外部連結
- ─Mr.FULLSWING スポーツ新聞【フルスポ】─